# Aulo Postumio Albino (console 99 a.C.)
Aulo Postumio Albino (in latino Aulus Postumius Albinus; fl. I secolo a.C.) fu console romano nel 99 a.C. con Marco Antonio Oratore.

## Biografia

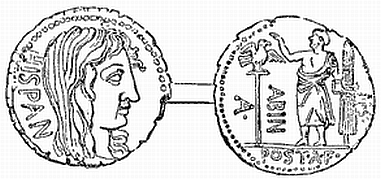
Moneta di Aulo Postumio Albino

Mentre era proquestore e governatore dell'Africa in vece di suo fratello il console del 110 a.C. Spurio Postumio Albino intento a sollecitare il trionfo attaccò Capsa, la città in cui era rinserrato Giugurta, con sole tre legioni.
L'attacco non ebbe successo e le sue armate vennero distrutte allora si vide costretto a trattare la pace con i Numidi e a riconoscere Giugurta re di Numidia.
Il trattato concluso con i Numidi venne rigettato dal senato e il tribuno della plebe Gaio Mamilio Limetano processò Spurio e Aulo, ma quest'ultimo venne discolpato in quanto il fratello si prese tutta la responsabilità e venne condannato all'esilio.
Durante il suo anno consolare con Marco Antonio Oratore fu estremamente tranquillo e vide il tentativo di conquistare il potere da parte di un tribuno della plebe facilmente represso.
Partecipò alla Guerra sociale al fianco di Lucio Cornelio Silla di cui fu legato. Particolarmente inviso ai suoi soldati per l'eccessiva severità che dimostrava in ogni occasione, fu lapidato dagli stessi probabilmente nell'88 a.C.